# 特雷 (上马恩省)
特雷（法語：Treix）是法国上马恩省的一个市镇，属于绍蒙区（Chaumont）绍蒙北县（Chaumont-Nord）。该市镇总面积15.46平方公里，2009年时的人口为246人。

## 人口
特雷人口变化图示